# Ryszard Horodecki
Ryszard Horodecki (* 30. September 1943 in Kowel, Wolhynien) ist ein polnischer theoretischer Physiker und Hochschullehrer an der Universität Danzig, der wichtige Beiträge zur Quanteninformatik geleistet hat.

## Werdegang
Ryszard Horodecki wurde 1943 im damals sowjetisch und dann vorübergehend deutsch besetzten Kowel geboren. 1944 floh seine Familie nach Tschenstochau und zog 1949 nach Sopot. Da es dort keinen Studiengang Physik gab, studierte er an der Fakultät für Kommunikation (später: Elektronik) der Technischen Universität Danzig (Diplom 1967). Danach ging er als Assistent ans Institut für Theoretische Physik und Astrophysik der Universität Danzig und verbrachte einen einjährigen Forschungsaufenthalt in Torún, wo er unter anderem mit Roman Ingarden und Andrzej Kossakowski zusammenarbeitete. Im Jahr 1976 wurde er mit einer Arbeit über die Verbreiterung optischer Linien durch molekulare Stöße an der Universität Danzig in Physik promoviert.
In der Folge war er wissenschaftlicher Mitarbeiter, seit 2000 Professor und von 2007 bis 2019 ordentlicher Professor an der Universität Danzig. Er habilitierte sich 1997 an der Nikolaus-Kopernikus-Universität Toruń. Er ist der Initiator des Nationalen Zentrums für Quanteninformatik (KCIK), das 2007 durch eine Vereinbarung von sieben polnischen Universitäten und der Polnischen Akademie der Wissenschaften in der Dreistadt eingerichtet wurde, und war bis 2019 dessen erster Direktor.

## Werk
Horodeckis Hauptarbeitsgebiete sind die Grundlagen der Quantenmechanik und die Quanteninformatik. Auf diesem Feld bezeichnet er sich selbst als Autodidakt.
Zusammen mit seinen Söhnen Paweł und Michał und später Karol, die bei ihm auch Studenten waren, bildete er ein Team, das in Danzig grundlegende Beiträge zur Quanteninformatik und insbesondere zur Verschränkungstheorie leistete. Sie zeigten, dass die Nichtpositivität der partiellen Transposition notwendige Bedingung für die Verschränkung eines Zwei-Qubit-Zustands ist (Peres-Horodecki-Kriterium), entwickelten weitere Kriterien und Maße für Verschränkung und führten wichtige Konzepte wie Verschränkungszeugen, „gebundene Verschränkung“ (d. h., verschränkte Zustände, deren destillierbare Verschränkung null ist) und „Verschränkungsaktivierung“ ein und initiierten die Untersuchung thermodynamischer Analogien zur Verschränkung, einer der Ausgangspunkte für die Ressourcentheorie von Verschränkung.
Ryszard Horodecki ist mit seinen Söhnen Koautor eines maßgeblichen (und Stand 2023 über 6000-mal zitierten) Übersichtsartikels zur Quantenverschränkung. Im Jahr 2011 erhielt er einen ERC Advanced Grant für sein Projekt „Quantenressourcen: Konzepte und Anwendungen“.
Horodecki ist auch Autor zahlreicher Gedichte, die seit den 1970er Jahren zunächst in Zeitungen publiziert wurden. Im Jahr 2009 erschienen zwei Bände mit Gedichten in denen er nach Ansicht eines Rezensenten „die unlösbare Ratlosigkeit, die Poesie und Wissenschaft miteinander verbindet, wunderbar eingefangen“ habe.

## Ehrungen (Auswahl)
- 2004 Wojciech Rubinowicz Group Award der Polnischen Physikalischen Gesellschaft
- 2008 Preis der Stiftung für die polnische Wissenschaft
- 2008 Johannes Hevelius Wissenschaftspreis der Stadt Danzig
- seit 2010 korrespondierendes Mitglied und seit 2019 Vollmitglied der Polnischen Akademie der Wissenschaften
- 2020 Mitglied der Academia Europaea[13]
- 2023 Marian-Smoluchowski-Medaille[14]

## Schriften (Auswahl)
Horodecki ist (Stand 2023) Ko-Autor von über 80 wissenschaftlichen Publikationen, die insgesamt laut Web of Science über 16.000 mal zitiert wurden (h-Index von 41). Zu seinen meistzitierten Arbeiten zählen:
- mit M. Horodecki, P. Horodecki: Violating Bell inequality by mixed spin-1/2 states - Necessary and sufficient condition. In: Phys. Lett. A. Band 200, Nr. 5, 1995, S. 340–344, doi:10.1016/0375-9601(95)00214-N.
- mit M. Horodecki, P. Horodecki: Separability of Mixed States: Necessary and Sufficient Conditions. In: Phys. Lett. A. Band 223, 1996, S. 1, doi:10.1016/S0375-9601(96)00706-2, arxiv:quant-ph/9605038.
- mit M. Horodecki, P. Horodecki: Inseparable Two Spin-1/2 Density Matrices Can Be Distilled to a Singlet Form. In: Phys. Rev. Lett. Band 78, 1997, S. 574, doi:10.1103/PhysRevLett.78.574, arxiv:quant-ph/9607009.
- mit M. Horodecki, P. Horodecki: Mixed-State Entanglement and Distillation: Is There a Bound Entanglement In Nature? In: Phys. Rev. Lett. Band 80, 1998, S. 5239, doi:10.1103/PhysRevLett.80.5239, arxiv:quant-ph/9801069.
- mit M. Horodecki, P. Horodecki: General Teleportation Channel Singlet Fraction and Quasi-Distillation. In: Phys. Rev. A. Band 60, 1999, S. 1888, doi:10.1103/PhysRevA.60.1888, arxiv:quant-ph/9807091.
- mit P. Horodecki, M. Horodecki: Bound Entanglement Can Be Activated. In: Phys. Rev. Lett. Band 82, 1999, S. 1056, doi:10.1103/PhysRevLett.82.1056, arxiv:quant-ph/9806058.
- mit P. Horodecki, M. Horodecki, K. Horodecki: Quantum entanglement. In: Rev. Mod. Phys. Band 81, 2009, S. 865–940, doi:10.1103/RevModPhys.81.865, arxiv:quant-ph/0702225.